# 托纳迪科
托纳迪科（義大利語：Tonadico），是意大利特伦托自治省的一个市镇。总面积89平方公里，人口1476人，人口密度16.6人/平方公里（2009年）。ISTAT代码为022201。